# من المقلاة إلى النار

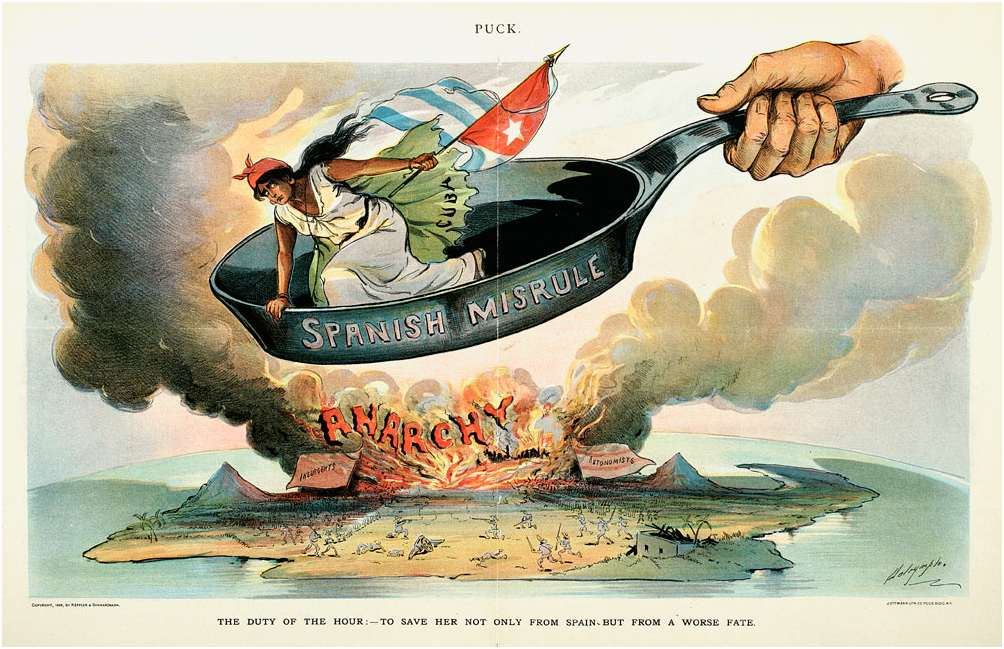
رسم كارتوني بواسطة لويس دالريمبل يحث على التدخل الأمريكي في كوبا 1898

من المقلاة إلى النار (بالإنجليزية: Out of the frying pan into the fire)‏ عبارة مجازية تستخدم لوصف حالة الانتقال من وضع سيء إلى وضع أسوأ.